# Erik Karlsson Vasa
Erik Karlsson Vasa, né vers 1436 à Ringstaholm (sv), dans l'Östergötland, et mort en 1491, est un écuyer suédois, conseiller et seigneur de Stäkeholm (sv) et Rumlaborg (sv). Il est le fils de Karl Kristiernsson Vasa (sv) et d'Ebba Eriksdotter Krummedige, grand-père de Marguerite Lejonhufvud, la seconde épouse de Gustave Vasa, et cousin d'Erik Johansson Vasa, le père de Gustave.

## Biographie
Une lettre conservée raconte que l'évêque Kettil Karlsson Vasa a vendu la ferme de Vasa (sv) à Skepptuna, dans la commune de Sigtuna, à son frère Éric en 1461 pour 620 marks. Dans une lettre conservée de Kettil Vasa à son frère, l'évêque s'adresse à son frère « sur le domaine du père à Skefftuna ».
En 1464, il participe à la rébellion de son frère l'évêque Kettil Karlsson et, en 1467, il se range aux côtés de l'archevêque Jöns Bengtsson Oxenstierna dans les batailles contre Nils Sture (sv) contre son beau-frère Erik Nilsson Oxenstierna (sv). En octobre 1469, il mène lui-même une rébellion contre Karl Knutsson, avec Erik Nilsson Oxenstierna (sv) et Trotte Karlsson Eka (sv). Ils emprisonnent Birger (sv) et Arvid Trolle (sv) au parlement de Vadstena, ainsi que la fille de Karl Knutsson, Magdalena. En février 1470, son armée est défaite au bac d'Uppbo par une armée de Dalécarliens dirigée par Sten Sture. Il s'emploie alors à mobiliser les paysans de l'Uppland pour mettre sur pied une nouvelle armée. Avec quelques partisans de l'union tels qu'Erik Nilsson Oxenstierna (sv), Ivar Gren (sv), Trotte Karlsson Eka, Johan Slaweka (sv) et Ulfsson Sparre de Hjulsta et Ängsö (sv), il décide « qu'un tel seigneur doit être choisi et élu pour régner sur les trois royaumes selon l'ancien pacte conclu entre les royaumes ».
Cependant, il est vaincu peu après à la bataille de Läby et est contraint de s'enfuir à Stegeholm (sv). 
Il y est assiégé par les troupes fidèles au Sturet, mais en 1471, il fait une sortie et réussit à écraser les troupes assiégeantes. Il participe ensuite à l'attaque de Christian Ier sur Stockholm et prend part, du côté danois, à la bataille de Brunkeberg (sv).
Par la suite, il se réconcilie avec Sten Sture l'Ancien et est autorisé à conserver la dignité de riksråd (conseiller), mais n'est jamais anobli. Alors qu'il s'apprête à rendre visite au prêtre Sigfrid Johannis dans le presbytère d'Överselö, une échauffourée a lieu et Erik Karlsson est mortellement blessé. Pour le punir d'avoir tué un conseiler, le prêtre Sigfrid Johannis, en tant que moine du monastère de Krokek (sv) à Kolmården, doit prier pour l'âme d'Erik Karlsson jusqu'à la fin de ses jours.

## Famille
Erik Karlsson épouse en premières noces, au plus tard en 1466, Iliana Nilsdotter Oxenstierna, fille du gouverneur Nils Jönsson Oxenstierna. Elle meurt entre 1481 et 1488, et il se remarie le 29 juin 1488 à Vinsarp in Dalum avec Anna Karlsdotter Vinstorpaätten.
Enfants du premier mariage
1. Karl, mort en bas âge.
2. Kettil, mort en bas âge.
3. Johan, mort en bas âge.
4. plusieurs filles mortes en bas âge.

Enfants du second mariage
1. Karl ? (d'après Hogenskild Bielke (sv))
2. Margareta (sv), morte en Allemagne entre 1541 et 1544.
3. Ebba, morte en 1549, mère, entre autres, de Marguerite Lejonhufvud.